# Горшок
Горшо́к (от горншек, горнчек, горнец; уменьшительно от «горн») — собирательное название разнообразных, обычно низких устойчивых, керамических сосудов с широким горлом.
Горшок предназначен для готовки и хранения пищи. Размеры горшков разного назначения различны: от небольших на 200—300 грамм до 2-х — 3-х ведёрных. Форма хорошо подходит для русской печи. Чаще они не имели орнамента или украшались круговыми прямыми или волнистыми полосками, а также рядами ямочек вокруг венчика и на плечиках. Использовалась и свинцовая глазурь (полива). Мастерская или заведение, где делают глиняную посуду — Горшечня, Гончарня.

## Современный термин
Горшком называются сосуды, в том числе круглодонные и остродонные, которые повсеместно использовались с эпохи неолита, древнейшие образцы появились ещё в позднем палеолите (Дальний Восток).

## Кухонная утварь
На Руси и в сельской местности, и в городе в эпоху раннего средневековья глиняный горшок играл главную роль при приготовлении пищи в русской духовой печи. Именно его специфическая форма: расширение тулова от узкого низа кверху по кривой определённой конфигурации, позволяла максимально использовать печной жар. Горшок в печи размещался на одном уровне с источником огня и нагревался сбоку. Подобная форма горшка бытовала не только на Руси, но и у славянских народов, живших на обширной территории между Эльбой и Волгой. Для манипуляций с горшком — установки и выемки его из печи, а также передвижения в печи, использовался ухват, представлявший собой железную дугу, насаженную на деревянную рукоять достаточной длины. Работа с ухватом требовала определённого умения, приходившего с опытом.
Горшки предназначались не только для приготовления горячей пищи, но также и для подачи её на стол, и для хранения разнообразных продуктов и блюд. В быту использовались горшки широкого диапазона размеров: от самых больших, называвшихся корчагами, до горшочков, вмещавших 200—300 грамм продукта. Городские горшки имели украшения, особенно многочисленные на начальном этапе сложения городской культуры. С течением времени и ростом мастерства ремесленников и, как следствие этого, качества гончарных изделий, украшения становились скромнее. В деревенской среде горшечные украшения были гораздо красочнее. Горшки, которые подавались на стол, украшались более богато, чем те, в которых готовилось кушанье.
Треснувший горшок не выкидывался, а оплетался берёстой, иногда он скреплялся заклёпками из металла. Горшки, переплетённые берестяными лентами — одна из распространённых находок в культурных слоях городов. Не годные для жидкостей, они становились тарой для хранения различных продуктов. Бережное отношение к посуде закреплено в Домострое, где отмечается, что хороший хозяин продлевает жизнь посуде именно её ремонтом. Обычай скреплять горшки берестяными лентами породил загадку, которую приводит Даль: «Был ребёнок — не знал пелёнок, стар стал — пеленаться стал».

## В традиционной культуре
Горшок занимал значительное место в поверьях, поговорках, загадках (например: «Был ни конке, был на топке, был на кружале, был на пожаре, стал на базаре», «Молод был, сто голов кормил» и так далее), свадебных и похоронных обрядах. У славян являлся ритуальным предметом и был связан с символикой печи, очага и земли; осмысляется как вместилище души и духов.

### Погребальные обряды
У многих древних народов (например, юго-восточных славян, жителей Кавказской Албании и др.) горшок наряду с кувшином использовался в погребальных обрядах.

### Обряд разбивания
Обрядовое разбивание горшка встречалось у разных народов; так, например, в Африке у вакамбов (Кения) при заключении мира уполномоченные усаживались в круг, ставили посредине круга горшок с водой, клялись в сохранении мира, постукивая палочками в горшок, и наконец разбивали его со словами: «если мы нарушим заключённый здесь дружественный союз, то да будем мы сокрушены, как этот горшок». Негры племени вакикую мочились при этом в горшок и потом его разбивали.
В Пошехоно-Володарском районе Ярославской области ещё в 1930-х годах соблюдался обряд бить горшки, когда на следующий день после свадьбы родственники будят молодых разбивая горшки о дверь и стену комнаты, где они спали; а когда молодая подметает черепки, ей бросают деньги.

В виде культурного пережитка этот обычай сохранялся в России местами на свадьбах и держался в школах. М. С. Щепкин в своей автобиографии говорит, что когда он в детстве обучался грамоте у дьяка-малоросса, то при переходе от азбуки к часослову и от часослова к псалтыри ученик приносил горшок каши, бумажный платок и полтину денег; кашу съедали учитель и ученики, затем выносили горшок на середину двора и разбивали его палками.

### Разновидности
Перечень старинных и некоторых современных сосудов, к которым в России традиционно применяется термин «горшок».
- Балакирь — высокий узкогорлый горшок для молока, то же, что и кринка.
- Братина — большой горшок для подачи напитков на стол.
- Горлач — высокий узкогорлый горшок для молока, то же, что и кринка.
- Глечик, глек — высокий узкогорлый горшок для молока, то же, что и кринка. Часто имеет слив и ручку.
- Горнушка, горлач — высокий узкогорлый горшок для молока, то же, что и кринка.
- Горшенятко — маленький горшочек.
- Горшок-луковник — конусообразный горшок с ручкой.
- Горшок щаной, естальник (тамб.), егольник (ряз.) — то же, что кашник.
- Дойник — большой горшок с носиком и ручкой.
- Кашник, кашничек (поменьше) — небольшой горшочек для подачи щей. С одной отходящей или петлевидной ручкой, иногда имеет слив.
- Квашня (опарница, растворница, розлив) — большой горшок без ручек для вымешивания теста. См. также «дежа».
- Корчага — самый большой горшок для хранения зерна или большая кринка с узким дном, часто с двумя вертикальными ручками.
- Кринка, крынка — расширяющийся книзу удлинённый глиняный горшок для молока. За счёт испарения влаги через поры, происходит охлаждение. Поэтому молоко в кринке могло сохраняться 3—4 суток. Удобна для сбора сметаны.
- Кубан — глазурованный горшок сахароваров для стока патоки.
- Кубатка — высокий узкогорлый горшок для молока.
- Макитра — крупный глиняный горшок для перетирания семян, приготовления хлебного теста в южных областях России, в Белоруссии и на Украине.
- Малыш — маленький горшочек.
- Махотка — маленький горшок или кринка с высоким горлышком.
- Морянка — корчага для древесных углей.
- Ночной горшок (ночная ваза) — сосуд для отправления естественных надобностей.
- Пекулёк — пекушок[13].
- Пупошник — маленький горшочек, используемый как медицинская банка.
- Рукомой (урыльник), рукомойник, баран — подвесной горшок с двумя диаметрально расположенными носиками и ручками.
- Цветочный горшок — расширяющийся кверху сосуд для живых цветов, обычно с отверстием снизу для стока воды.
- Цедилка — горшок с одним маленьким отверстием в центре дна.
- Чугунок (печной горшок), чугун — чугунный горшок[6].
- Щанки (близнята, спарыши, двойчата, двойнята) — два горшка с одной общей ручкой, соединённые боками или перемычками. Один — для щей, другой — для каши. Применялись для переноса еды во время полевых работ.

## В искусстве
- «Горшок и котёл» (басня И. А. Крылова).
- «Золотой горшок» (сказка Гофмана).

Кинематограф
- Горшок (фильм) — эпизод телесериала «Альфред Хичкок представляет», снятый режиссёром Тимом Бёртоном.